# Hexachlorbenzen
Hexachlorbenzen eller perchlorbenzen er en organisk chlorforbindelse med molekylformlen C6Cl6 og er kendt under forskellige forkortelser HCB,  BHC, PCB er et lignende stof, men er lidt værre, PCB står for PolyChloreredeBifenyler. På grund af HCB´s kræftfremkaldende, bio-akkumulerende og persisterende egenskaber karakteriseres HCB som et “evighedskemikalie” og som et af verdens 12 farligste stoffer. Det er et fungicid der tidligere blev brugt til frø-behandling specielt af hvede for at hindre svampeangreb. Hexachlorbenzen er en persisterende miljø-gift og er blevet forbudt ifølge Stockholm-konventionen af 2001 om persisterende pesticider og andre organiske forurenere. HCB er ifølge Miljøstyrelsen forbudt at fremstille, importere, markedsføre og anvende, og utilsigtet produktion og udledning af HCB skal begrænses mest muligt.
Hexachlorbenzen er kendt som hormonforstyrrende og årsag til mange sygdomme, er et carcinogen i dyr og mennesker er døde som følge af at have spist brød med forurenet hvede. Brugen af Hexachlorbenzen blev forbudt i USA i 1966.

## HCB som miljøgift
En beslutning om at Danmark fra 2010 skal importere hexachlorbenzenholdigt affald fra Australien, med henblik på destruktion i Danmark, er stærkt omdiskuteret. Miljøminister Karen Ellemann beskriver formålet som en mulighed for at demonstrere Dansk Knowhow på kemi affald og gifthåndteringsområdet og har derfor i juni 2010 godkendt importen af giftstoffet til behandling på Kommunekemi i Nyborg over de næste par år. Efterfølgende blev det en større sag i offentligheden, der fik miljøministeren til at sætte en en stopper for skibstransport af stoffet til Danmark og en stopper for destruktion af giften i Danmark med det resultat, at det nu foregår i Finland, og skibene sejler lige forbi Nyborg til Finland.
I sommeren 2012 fremgik det af rapporter, at HCB fra et destruktionsanlæg i Gdansk siver imod Østersøen. I alt 12.000 tons HCB menes at være uforsvarligt oplagret mindre end 300 kilometer fra Danmark med fare for at forurene Østersøen.
Et af Miljøstyrelsens fokuspunkter i 2008 - 2012 og igen i 2017 er HCB i fyrværkeri, da kontrolundersøgelser har vist indhold af HCB i op til 14% af alt fyrværkeri.